# 美花草
美花草（学名：Callianthemum pimpinelloides）为毛茛科美花草属下的一个种。

## 扩展阅读
- 維基物種上的相關：美花草